# Equipo de Fed Cup de China Taipéi
El equipo de la Copa Federación de China Taipéi representa a la República de China en la competición de tenis de la Fed Cup y está regido por la Chinese Taipei Tennis Association. Actualmente compiten en los play-offs del Grupo Mundial II.

## Historia
China Taipéi compitió en su primera Copa Federación en 1972. Llegó a los octavos de final en 1981 y a los playoffs del Grupo Mundial II en 1999, 2007, 2016.

## Equipos

### 2016
Grupo de la Zona I
- Chan Hao-ching
- Chang Kai-chen
- Chan Yung-jan
- Su-Wei Hsieh

Play-offs del Grupo Mundial II
- Lee Ya-hsuan
- Hsu Ching-wen
- Chuang Chia-jung
- Chan Chin-wei

### 2015
- Chan Hao-ching
- Chan Yung-jan
- Su-Wei Hsieh
- Lee Ya-hsuan

### 2014
- Chan Chin-wei
- Juan Ting-fei
- Lee Ya-hsuan
- Yang Chia-hsien

### 2013
- Chan Chin-wei
- Chang Kai-chen
- Lee Hua-chen

### 2012
- Chang Kai-chen
- Chan Yung-jan
- Chuang Chia-jung
- Su-Wei Hsieh